# Patrick Fiori (album)
Albums de Patrick Fiori
Chrysalide
(2000) Si on chantait plus fort
(2005)
Singles
1. Je sais où aller
Sortie : 2003

Patrick Fiori est le cinquième album de Patrick Fiori sorti le 21 octobre 2002.

## Liste des pistes
| No  | Titre                             | Durée |
| --- | --------------------------------- | ----- |
| 1.  | Marseille (avec Jacques Veneruso) | 3:48  |
| 2.  | Je sais où aller                  | 4:12  |
| 3.  | Bleu et vert                      | 5:07  |
| 4.  | Debout                            | 3:58  |
| 5.  | Tant que tu vis                   | 2:48  |
| 6.  | Mon pays                          | 3:39  |
| 7.  | Si tu revenais                    | 3:43  |
| 8.  | Ligne numéro 13                   | 4:29  |
| 9.  | Sans bruit                        | 4:19  |
| 10. | Partir                            | 3:21  |
| 11. | Pardonne-moi                      | 3:59  |
| 12. | Miraval                           | 5:46  |

## Classements hebdomadaires
| Classement (2002)            | Meilleure position |
| ---------------------------- | ------------------ |
| Suisse (Schweizer Hitparade) | 37                 |
| France (SNEP)                | 6                  |
| Belgique (Wallonie Ultratop) | 8                  |